# Państwo wczesnokapitalistyczne
Państwo wczesnokapitalistyczne - organizacja polityczna społeczeństwa kapitalistycznego, typ państwa powstały pod koniec XVIII wieku w efekcie rewolucji burżuazyjnej. Na początku występowało w Europie Zachodniej, Ameryce Północnej, następnie objęło całą Europę i Amerykę Łacińską. Powstało na bazie rozwoju przemysłowego oraz nowoczesnej technologii.
Nowy sposób produkcji, podbój kolonialny sprzyjał bogaceniu się społeczeństwa, a to pomagało zapomnieć o feudalizmie. Przełom XIX i XX wieku to czas szybkiego rozwoju państw kapitalistycznych, a okres ten do czasu I wojny światowej nosi nazwę kapitalizmu wolnokonkurencyjnego. Po wojnie państwa kapitalistyczne przyjęły formę kapitalizmu monopolistycznego.
Państwo kapitalizmu wolnokonkurencyjnego nie ingeruje w stosunki między pracownikami a pracodawcami, jak również  nie angażuje się w konflikty społeczne. Państwo kapitalizmu monopolistycznego interweniuje w różne dziedziny życia gospodarczego, jak również społecznego. W państwie kapitalistycznym podstawową rolę odgrywa grupa, w rękach której znajdują się środki produkcji (kapitaliści) oraz grupa zatrudnionych w przedsiębiorstwach należących do kapitalistów (robotników).
Zadaniem państwa wczesnokapitalistycznego była ochrona obywateli przed niebezpieczeństwami zewnętrznymi i zagrożeniami ze strony innych obywateli oraz ochrona i sprzyjanie rozwojowi społeczno-gospodarczemu.
W XX wieku państwo kapitalistyczne zaczęło działać w sferze kultury, oświaty, ochrony zdrowia, opieki społecznej oraz stosunków pracy (np. reformy socjalne w Niemczech, w Wielkiej Brytanii). Państwo by przyśpieszyć rozwój gospodarczy i wzmocnić obronność kraju, rozpoczyna inwestycje w budowę linii kolejowych, wspiera rodzimych producentów, chroni ich nakładając cła przed konkurencją z zagranicy (zauważalne są początki interwencjonizmu państwowego). Państwo nie ogranicza swoich działań do roli "stróża nocnego", interesuje się i wkracza w sferę gospodarczą. Ogromny wpływ na stosunki polityczne mają idee oświecenia, pojawiają się: wybory - zniesiono cenzusy, po pierwszej wojnie światowej kobiety mogły głosować, podział władzy, wolności jednostki. Grupą mającą największy wpływ na politykę państwa staje się młoda burżuazja, młodzi muszą się jeszcze borykać np. w Niemczech czy we Francji z arystokracją feudalną, której trudno zaakceptować zmiany. Rewolucja francuska i amerykańska wprowadziły republikańską formę rządów. Republikanizm powoli torował sobie rację bytu. W Europie przyjęto parlamentarny system rządów, zaś w Ameryce prezydencki. Władza wykonawcza uniezależniła się od wpływu władzy monarszej. Władza sądownicza stała się w pełni niezależna i podległa jedynie prawu.
Po I wojnie światowej państwo wczesnokapitalistyczne w Europie stopniowo ewoluowało w kierunku państwa liberalno-demokratycznego.

## Literatura
- Gray John, Liberalizm, Kraków 1994.
- Sartori Giovanni, Teoria demokracji, Warszawa 1994.
- Zieliński Eugeniusz, Nauka o państwie i polityce, Warszawa 2001.